# Who's the Boss?
Who's the Boss? is een Amerikaanse sitcom, die bedacht en geschreven werd door Martin Cohan en Blake Hunter. De serie liep van 1984 tot 1992 en kende acht seizoenen. Het programma werd geproduceerd door ABC. In Nederland was Who's the Boss? onder de naam De baas in huis? te zien bij de VARA.

## Verhaal
De weduwnaar en ex-honkballer Tony Micelli (Tony Danza) neemt een baan als 'de hulp' in het huishouden van carrièrevrouw Angela Bower (Judith Light) om zijn dochter, Samantha (Alyssa Milano), een beter leven te kunnen bieden. Angela's zoon Jonathan (Danny Pintauro) en haar moeder Mona (Katherine Helmond) completeren de cast.

## Cast (hoofdrollen)
- Tony Danza (als Tony Micelli)
- Judith Light (als Angela Bower)
- Alyssa Milano (als Samantha Micelli)
- Danny Pintauro (als Jonathan Bower)
- Katherine Helmond (als Mona Robinson)

## De baas in huisin Nederland
VARA kocht de Nederlandse uitzendrechten van de eerste twaalf afleveringen en zond vanaf 16 februari 1987 elke maandagavond om 19:30u (primetime) een aflevering uit. Aanvankelijk werd Zeg 'ns AAA op dit tijdslot uitgezonden, maar dit programma werd verschoven naar 20:30u. De eerste drie seizoenen werden achter elkaar uitgezonden; het vierde seizoen volgde op 31 augustus 1989 na een lange pauze. Dit was enerzijds te wijten aan het feit dat Nederland was ingelopen op de Verenigde Staten, en anderzijds aan een staking waardoor de productie stil kwam te liggen en VARA noodgedwongen stopte. De slotaflevering (seizoen 8) werd op 4 juli 1992 om 20:00u vertoond.

## Afleveringen
Zie: Lijst van afleveringen van Who's the Boss?